# San Filippo Neri nel Palazzo Massimo alle Colonne

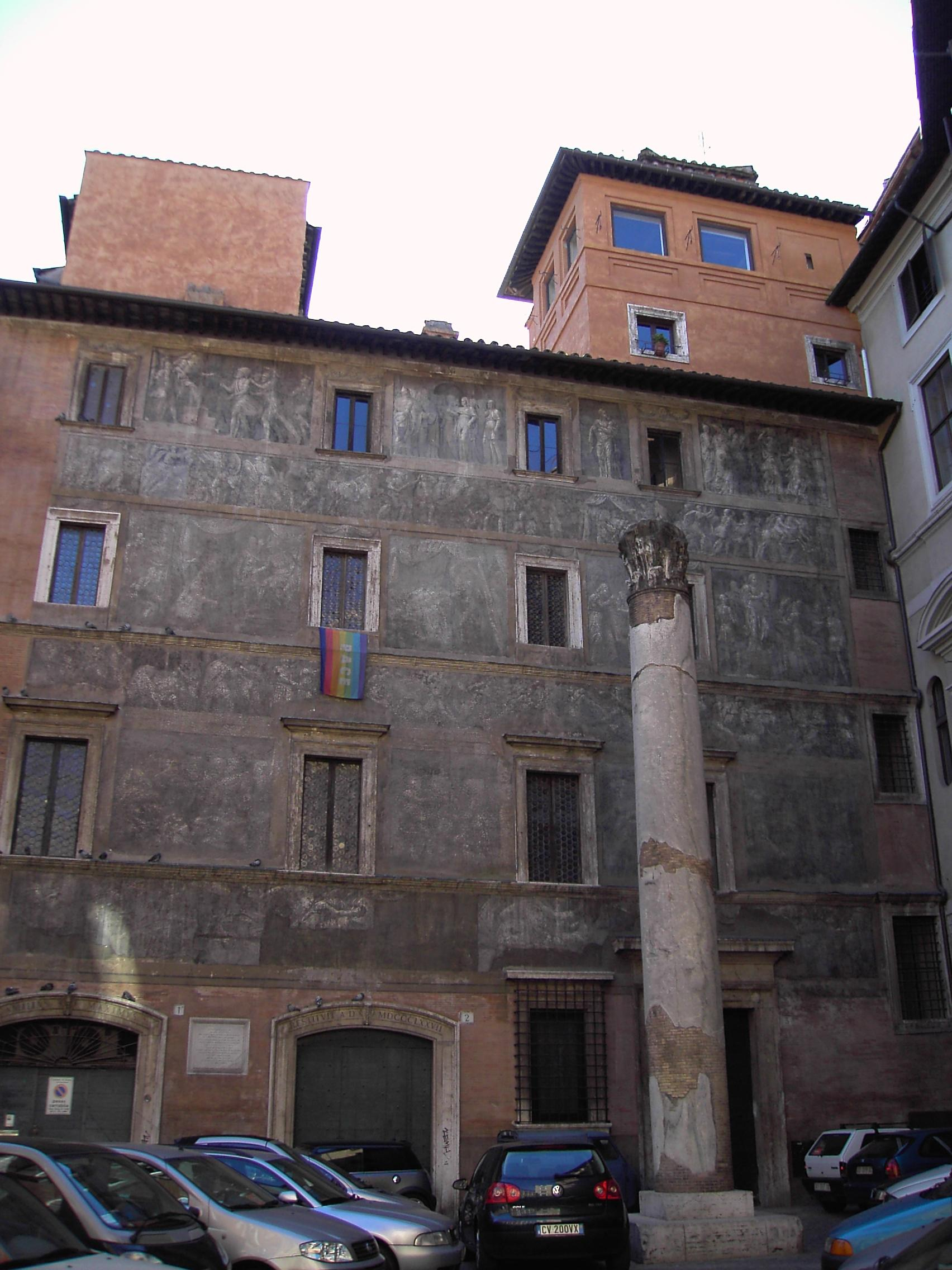
Nesta vista da fachada do Palazzo Massimo istoriato na Piazza dei Massimi. As janelas da igreja são as que estão com molduras de mármore no segundo piso.

San Filippo Neri nel Palazzo Massimo alle Colonne é uma pequaena capela que fica no interior do Palazzo Massimo alle Colonne (na verdade, na estrutura conhecida como Palazzo Massimo istoriato), localizada na Piazza dei Massimi, no rione Parione de Roma. Ela é dedicada a São Filipe Neri e comemora um milagre que ocorreu no local em 16 de março de 1583. Ela seria a única igreja privada de Roma, pois, apesar de ter sido declarada igreja por uma bula papal, ela está num palácio privado; provavelmente para cumprir com o requisito de acesso público inerente a todas as igrejas, ela está aberta para visitação apenas uma vez por ano, no dia do milagre.

## História
Na manhã de 16 de março de 1583, o príncipe Paulo Massimo, na época com 14 anos, estava morrendo depois de um longo tempo enfermo. Segundo a lenda, São Filipe Neri o visitava diariamente, mas estava atrasado naquele dia e o garoto morreu antes que os dois se encontrassem. Quando chegou, Filipe conseguiu reavivá-lo apenas chamando seu nome, conversou com ele por 15 minutos e conseguiu ouvir sua confissão antes que ele finalmente morresse novamente. O garoto expressou o desejo de morrer para poder se encontrar com sua mãe e sua irmã novamente no paraíso. Os eventos foram confirmados sob juramento pelo pai da criança, o príncipe Fabrizio Massimo, e pelo cardeal (e quase papa) Cesare Baronio durante o processo de canonização de Neri em 1595.
A sala na qual o garoto morreu foi então reconstruída como uma capela, completamente restaurada em 1718 por Pietro Massimo e novamente completamente alterada em 1883 por ordem do príncipe Massimiliano Camillo Massimo.
No dia da celebração do milagre em 1838 (segundo Maresti Massimo) ou 1839 (segundo outras fontes), o papa Gregório XVI visitou o local e a elevou ao status de igreja doméstica. Numa visita no dia do milagre em 1847, o papa Pio IX concedeu a indulgência da expiação dos pecados a quem visitá-la no dia do milagre. Por conta disto, a capela abre para visitantes apenas neste dia e é comum que um cardeal celebre ali uma missa às 11:00 nesta data. Neste dia, outras salas do palácio, que é particular, também podem ser visitadas.

## Descrição
A capela se encontra no segundo andar do edifício, com janelas voltadas para o lado no norte do palácio, de frente para a Piazza dei Massimi. A capela propriamente dita, que não tem uma identidade arquitetural distinta, tem uma nave única com três baias divididas por quatro colunas toscanas de mármore que sustentam um entablamento com pequenos putti acima e festões abaixo. O teto é uma abóbada de berço. O piso foi projetado por Ludwig Seitz. Após as alterações do século XIX, a capela passou a ter três altares de mármore multicolorido, o altar-mor e um de cada lado dele na parede oposta à entrada. Recessos nas paredes abrigam diversas relíquias de vários artistas em recipientes de vidro ou em pequenos relicários barrocos.
O altar-mor abriga uma peça de altar de Niccolò Circignani, dito Il Pomarancio, representando o milagre de São Filipe Neri e flanqueada por figuras de bronze. Na esquerda, uma "Virgem com o Menino", e na direita, o "Êxtase de São Filipe Neri". Em relicários de Ludovico Seitz estão um rosário e um par de óculos que pertenciam ao santo. O altar da direita, dedicado a São Clemente, abriga uma peça do século XVIII e relíquias do santo doadas pelo papa Clemente XI. O da esquerda, dedicado a Santa Francisca de Roma, abriga uma pintura em três painéis similar a um tríptico do século XV de Nicola di Maestro Antonio da Ancona: o painel central é uma "Virgem e o Menino". O da esquerda, uma representação de "São João Batista e São Lourenço de Roma", e o da direita, "Santo Antônio de Pádua e Santo Estêvão". A peça é do final do século XV e é atribuída a um aluno de Carlo Crivelli. Também nos altares estão muitas relíquias.
Uma outra reforma foi realizada em 1883, durante a qual o vestíbulo foi pintado com afrescos de Annibale Angelini e um novo piso de ladrilhos foi instalado. Ali está uma pintura florentina do século XV e representando "Maria com Jesus, os anjos e Deus acima". 